# Яроцкий, Иван Архипович
Иван Архипович Яроцкий (20 октября 1922, Ропотуха, Ладыжинская волость, Уманский уезд, Киевская губерния (ныне — Уманский район, Черкасская область), УССР — 6 августа 1995, Киев, Киевская область, УССР, СССР) — участник Великой Отечественной войны, артиллерист и разведчик. Полный кавалер ордена Славы. Один из немногих кавалеров ордена Славы награжденный орденом славы 4 раза (3-й степенью в 1944; 2 степенью, награждён 2 раза (в июле и октябре) 1944 и 1-й степенью в 1968).

## Биография
Родился 10 октября 1922 в селе Ропотухе Ладыжинской волости Уманского уезда Киевской губернии (ныне — Черкасская область, Украина) в крестьянской семье. Украинец. Окончил 4 класса школы. После окончания школы работал на шахтах Донбасса. 18 июля 1941 призван на службу в РККА из Чистяковского района Сталинской области. Принимал участие в боях на Волховском фронте по разным данным с октября 1941, марта или августа 1942. В 1942 вступил в комсомол, а в 1944 — в ВКП (б).
Во время прорыва Ленинградской блокады с 14 января 1943 находился в боях под Синявино 20 дней на прямой наводке, уничтожил 4 дзота, 6 немецких землянок, 3 пулемётных точки и живую силу врага. За эти бои 5 марта 1943 был награждён медалью «За отвагу». 14 января 1944 замковый батареи 76-мм пушек во время боев за село Уголки (Новгородская область), ворвался во вражеский дзот, и уничтожил его гарнизон из 3 человек, затем убил ещё 8 человек из трофейного оружия. 20 января 1944 награжден орденом Славы III степени. 19 апреля 1944 легко ранен.
26 июля 1944 в боях за освобождение Нарвы командовал отделением разведки, одним из первых форсировал реку Нарва, ворвался во вражескую траншею и забросал её гранатами, убив двоих солдат, и подавал точные данные о противнике командиру батареи. Позже в одном из боев местного значения захватил станковый пулемет и уничтожил пулеметный расчет из автомата. 16 сентября 1944 награжден  орденом Славы II степени.
Ночью с 15 на 16 августа во время форсирования Чудского озера в районе Каласаре, захватил склад боеприпасов противника, вынес с бойцами 10 ящиков снарядов, блокировал дзот противника. 18 августа 1944 при штурме Кынну уничтожил 6 немецких солдат и офицера из личного оружия. 19 августа 1944 во время форсирования реки Ахья-Йыги первым переправился вплавь. Отражая контратаку противника в районе Кынну, подбил немецкую автомашину из противотанкового ружья. Представлялся к ордену Красного Знамени, но 4 октября 1944 был повторно награжден орденом Славы II степени (7 июня 1968, данный орден, заменен на Орден Славы I степени указом Президиума Верховного Совета СССР). 
Ушел в запас в январе 1945. Жил в Киеве. Окончил три курса Днепропетровского горного института. Работал в Институте ядерных исследований Академии наук Украинской ССР слесарем. Умер 6 августа 1995. Похоронен в Ропотухе.

## Награды
- Орден Славы I степени (№ 2996—7 июня 1968)
- 2 ордена Славы II степени (№ 37623— 26 июля 1944 и 16 сентября 1944— впоследствии заменен на орден Славы I степени)
- Орден Славы III степени  (№ 46193—20 января 1944)
- Орден Отечественной войны I степени (11 марта 1985)
- Медаль «За отвагу» (5 марта 1943)
- Медаль «За оборону Ленинграда» (11 января 1944)
- Медаль «За победу над Германией» (9 мая 1945)